# Мара Нонинска-Миятева
Мара Петрова Нонинска-Миятева, известна и с псевдонима Мара Липина е българска театрална и филмова актриса.

## Биография
Родена е на 13 декември 1883 г. в Борован. Завършва гимназия във Велико Търново.
От 1904 г. е учителка в родното си село. В следващите години заедно с колегите си подготвя и участва в няколко театрални представления. Уволнена е заради разпространяване на социалистически идеи.
По препоръка на актрисата Роза Попова постъпва на работа в Пловдивския театър, където по-късно се омъжва за директора му, актьора Георги Миятев. Играе на сцените на Народния театър и театър „Ренесанс“ в София.
Изпълнява главните роли в първия български филм „Българан е галант“ от 1915 г. на режисьора Васил Гендов и в „Баронът“ от 1917 г. на Кеворк Куюмджиян.
Нонинска-Миятева умира на 43-годишна възраст от болно сърце на Коледа 1926 г.
През 2010 г. на името на Мара Нонинска е учредена награда за дебютна женска роля в киното, като първата ѝ носителка е Радина Кърджилова.